# 酒额铁路
酒额铁路一条连接甘肃省酒泉市和内蒙古自治区阿拉善盟额济纳旗的铁路，线路全长243.731公里，其中利用华能甘肃公司的电厂专用线9.940公里，其中酒泉至上元段新建线路122.584公里，改建清绿铁路109.152公里，为国铁Ⅱ级非电气化铁路，设计速度最高120公里/小时。线路路基222.18公里，桥隧比4.2%，共设酒泉、肃州、金塔、大庄子、上元、河东里、大树里、东风南8座车站和茅庵河线路所。项目建设总投资达44亿元。

## 历史
2019年6月30日，酒额铁路酒泉至东风段开工建设。
2021年12月1日，酒额铁路酒泉至东风段开始进行动态验收工作。12月15日，清绿铁路完成63年航天运输任务圆满退役，其航天运输任务由酒额铁路酒泉至东风段取代，其中清水至上元区间废弃，上元至东风区间改建为酒额铁路。12月26日，酒泉至额济纳铁路酒泉至东风段建成通车。